# Mosquito (football)
Pour les articles homonymes, voir Mosquito.
Thiago da Silva Rodrigues dit Mosquito, né le 6 janvier 1996, est un footballeur brésilien qui évolue au poste d'attaquant à Vasco da Gama.

## Carrière

### En équipe nationale

#### Brésil -15 ans
Il participe en 2011 au Championnat de la CONMEBOL des moins de 15 ans. 
Lors du match Brésil-Bolivie il inscrit un quintuplé, score final 6 à 1 en faveur du Brésil. 
Durant la phase finale, face à l'Argentine, il inscrit un doublé, le premier but donne l'avantage aux Brésiliens et le second aggrave la marque, par la suite Sebastián Driussi réduit l'écart à 3-2, puis dans les dernières minutes les Brésiliens achèvent leur adversaire, score final 4-2. 
Lors de Brésil-Colombie, il inscrit de nouveau un doublé.  Lors du dernier match de la phase finale, face à l'Uruguay, il inscrit le dernier but de son équipe sur penalty, ce qui porte son total à 12 buts en 7 matchs. 
À la fin de la compétition, il reçoit les prix de meilleur joueur et meilleur buteur.

## Palmarès

### En équipe nationale
- Brésil -15 ans
  - Vainqueur du Championnat de la CONMEBOL des moins de 15 ans en 2011

### Distinctions personnelles
- Brésil -15 ans
  - Meilleur buteur lors du Championnat de la CONMEBOL des moins de 15 ans en 2011 avec 12 buts
  - Meilleur joueur lors du Championnat de la CONMEBOL des moins de 15 ans en 2011